# ماكسيميليانو كومبا
ماكسيميليانو كومبا (بالإسبانية: Maximiliano Comba) هو لاعب كرة قدم أرجنتيني في مركز الهجوم، ولد في 16 يناير 1994 في قرطبة في الأرجنتين. لعب مع جيمناسيا لابلاتا.

## وصلات خارجية
- ماكسيميليانو كومبا على موقع قاعدة بيانات كرة القدم.إي يو (الإنجليزية)
- ماكسيميليانو كومبا على موقع Soccerway.com (الإنجليزية)